# Jennifer Juniper
 For alternative betydninger, se Jenny (flertydig).
Jennifer Juniper er en sang og single af den skotske sanger og sangskriver Donovan,  udgivet i 1968. Den toppede som nummer 5 på UK Singles Chart og som nummer 26 på Billboard Hot 100. AllMusic-journalisten Matthew Greenwald bemærkede, at "at fange al tidens uskyld perfekt, det er en af hans bedste singler". 
Sangen blev skrevet om Jenny Boyd, søster til Pattie Boyd, kort før de tog med The Beatles til Rishikesh. Hun giftede sig med Mick Fleetwood og var på et tidspunkt svigerinde for George Harrison og senere Eric Clapton. Sangen har en blæsersektion med obo, fløjte og fagot. Den sidste strofe af sangen synges på fransk.
Donovan optrådte også på en nyhedsdækning af singlen udgivet i Storbritannien i 1990 af komedieduoen Trevor og Simon som "The Singing Corner Meets Donovan". Den var i en uge nummer 68 på UK Singles Chart i december 1990.